# Ljubinko Drulović
Ljubinko Drulović (in serbo Љубинко Друловић?; Nova Varoš, 11 settembre 1968) è un allenatore di calcio ed ex calciatore serbo, fino al 2003 jugoslavo e al 2006 serbo-montenegrino, di ruolo centrocampista.

## Carriera

### Giocatore
Dopo la scadenza del suo contratto con l'FK Rad nell'estate 1992, Drulović firmò un contratto biennale con la squadra portoghese del Gil Vicente FC. Giocò lì solamente un anno e mezzo perché a dicembre 1993 venne ingaggiato da una grande del calcio europeo, i biancoazzurri del Porto.
È uno dei pochi giocatori ad aver contribuito ad ognuno dei cinque titoli consecutivi di campione di Portogallo ottenuti dal Porto negli anni 90. Drulović verrà per sempre ricordato dai tifosi del Porto per i suoi assist millimetrici e per la sua incredible abilità nel crossare. La sua figura è accostata a quella di Mário Jardel durante la sua permanenza al Porto per essere stato il giocatore che gli ha fornito il maggior numero di assist per i suoi gol coi Dragoni. Anche se Drulović passo ai rivali del Benfica a fine carriera, è comunque ancora molto amato dagli ultrà del Porto.
Prima di partire per il Portogallo nell'estate del 1992, giocò in alcuni piccoli club serbi: FK Zlatar Nova Varoš, FK Sloga Požega, Sloboda Užice, FK Rad Belgrado. Negli undici anni seguenti giocò in Portogallo, quindi tornò in Serbia nel 2003 per una stagione al Partizan. Terminò la sua carriera sempre in Portogallo l'anno seguente con la modesta compagine del FC Penafiel.
Con la nazionale della Jugoslavia, Drulović giocò 38 partite giocando inoltre a Francia '98 ed Euro 2000.

### Allenatore
Drulović cominciò la sua carriera coi modesti portoghesi del GD Tourizense nella stagione 2006-07. Nel 2007 conseguì il patentino di allenatore professionista.
A inizio Aprile 2008 diventa allenatore del club serbo del FK Banat Zrenjanin, nella Meridian SuperLiga (prima divisione serba). Come quinto allenatore della stagione rimpiazzò Žarko Soldo trovando il club in lotta per non retrocedere (ottava posizione su 12 squadre a 11 giornate dal termine). A due giornate dalla fine del campionato le chance di Drulović di salvare il Banat furono esigue. Difatti il Banat retrocedé matematicamente il 17 maggio 2008 perdendo 4-1 in casa col Vojvodina nella penultima giornata.
Nel giugno del 2008 viene nominato nuovo allenatore del club sloveno dell'NK Drava Ptuj. Successivamente allena gli angolani del Primeiro de Agosto e, dopo essersi seduto sulle panchine delle rappresentative giovanili, nel 2014 diviene l'allenatore della nazionale Serba.

## Statistiche

### Cronologia presenze e reti in nazionale
| Cronologia completa delle presenze e delle reti in nazionale ― Jugoslavia | Cronologia completa delle presenze e delle reti in nazionale ― Jugoslavia | Cronologia completa delle presenze e delle reti in nazionale ― Jugoslavia | Cronologia completa delle presenze e delle reti in nazionale ― Jugoslavia | Cronologia completa delle presenze e delle reti in nazionale ― Jugoslavia | Cronologia completa delle presenze e delle reti in nazionale ― Jugoslavia | Cronologia completa delle presenze e delle reti in nazionale ― Jugoslavia | Cronologia completa delle presenze e delle reti in nazionale ― Jugoslavia |
| Data                                                                      | Città                                                                     | In casa                                                                   | Risultato                                                                 | Ospiti                                                                    | Competizione                                                              | Reti                                                                      | Note                                                                      |
| ------------------------------------------------------------------------- | ------------------------------------------------------------------------- | ------------------------------------------------------------------------- | ------------------------------------------------------------------------- | ------------------------------------------------------------------------- | ------------------------------------------------------------------------- | ------------------------------------------------------------------------- | ------------------------------------------------------------------------- |
| 28-12-1996                                                                | Mar del Plata                                                             | Argentina                                                                 | 2 – 3                                                                     | Jugoslavia                                                                | Amichevole                                                                | 1                                                                         | 86’                                                                       |
| 7-2-1997                                                                  | Hong Kong                                                                 | Russia                                                                    | 1 – 1 dts (5 – 4 dtr)                                                     | Jugoslavia                                                                | Amichevole                                                                | -                                                                         | 82’                                                                       |
| 10-2-1997                                                                 | Hong Kong                                                                 | Hong Kong                                                                 | 1 – 3                                                                     | Jugoslavia                                                                | Amichevole                                                                | -                                                                         | 67’                                                                       |
| 12-3-1997                                                                 | Belgrado                                                                  | Jugoslavia                                                                | 0 – 0                                                                     | Russia                                                                    | Amichevole                                                                | -                                                                         | 67’                                                                       |
| 2-4-1997                                                                  | Praga                                                                     | Rep. Ceca                                                                 | 1 – 2                                                                     | Jugoslavia                                                                | Qual. Mondiali 1998                                                       | -                                                                         | 85’                                                                       |
| 30-4-1997                                                                 | Belgrado                                                                  | Jugoslavia                                                                | 1 – 1                                                                     | Spagna                                                                    | Qual. Mondiali 1998                                                       | -                                                                         |                                                                           |
| 8-6-1997                                                                  | Belgrado                                                                  | Jugoslavia                                                                | 2 – 0                                                                     | Slovacchia                                                                | Qual. Mondiali 1998                                                       | -                                                                         | 69’                                                                       |
| 12-6-1997                                                                 | Seul                                                                      | Ghana                                                                     | 1 – 3                                                                     | Jugoslavia                                                                | Amichevole                                                                | -                                                                         |                                                                           |
| 20-8-1997                                                                 | San Pietroburgo                                                           | Russia                                                                    | 0 – 1                                                                     | Jugoslavia                                                                | Amichevole                                                                | -                                                                         |                                                                           |
| 10-9-1997                                                                 | Bratislava                                                                | Slovacchia                                                                | 1 – 1                                                                     | Jugoslavia                                                                | Qual. Mondiali 1998                                                       | -                                                                         | 67’                                                                       |
| 11-10-1997                                                                | Ta' Qali                                                                  | Malta                                                                     | 0 – 5                                                                     | Jugoslavia                                                                | Qual. Mondiali 1998                                                       | -                                                                         | 67’                                                                       |
| 15-11-1997                                                                | Belgrado                                                                  | Jugoslavia                                                                | 5 – 0                                                                     | Ungheria                                                                  | Qual. Mondiali 1998                                                       | -                                                                         | 46’ 73’                                                                   |
| 28-1-1998                                                                 | Tunisi                                                                    | Tunisia                                                                   | 0 – 3                                                                     | Jugoslavia                                                                | Amichevole                                                                | -                                                                         | 45’                                                                       |
| 25-3-1998                                                                 | Bogotà                                                                    | Colombia                                                                  | 0 – 0                                                                     | Jugoslavia                                                                | Amichevole                                                                | -                                                                         |                                                                           |
| 29-5-1998                                                                 | Belgrado                                                                  | Jugoslavia                                                                | 3 – 0                                                                     | Nigeria                                                                   | Amichevole                                                                | -                                                                         | 74’                                                                       |
| 3-6-1998                                                                  | Losanna                                                                   | Jugoslavia                                                                | 1 – 0                                                                     | Giappone                                                                  | Amichevole                                                                | -                                                                         | 46’                                                                       |
| 18-11-1998                                                                | Belgrado                                                                  | Jugoslavia                                                                | 1 – 0                                                                     | Irlanda                                                                   | Qual. Euro 2000                                                           | -                                                                         | 75’                                                                       |
| 23-12-1998                                                                | Ramat Gan                                                                 | Israele                                                                   | 2 – 0                                                                     | Jugoslavia                                                                | Amichevole                                                                | -                                                                         | 65’                                                                       |
| 8-6-1999                                                                  | Salonicco                                                                 | Jugoslavia                                                                | 4 – 1                                                                     | Malta                                                                     | Qual. Euro 2000                                                           | -                                                                         | 78’                                                                       |
| 18-8-1999                                                                 | Belgrado                                                                  | Jugoslavia                                                                | 0 – 0                                                                     | Croazia                                                                   | Qual. Euro 2000                                                           | -                                                                         | 46’                                                                       |
| 1-9-1999                                                                  | Dublino                                                                   | Irlanda                                                                   | 2 – 1                                                                     | Jugoslavia                                                                | Qual. Euro 2000                                                           | -                                                                         | 52’                                                                       |
| 5-9-1999                                                                  | Belgrado                                                                  | Jugoslavia                                                                | 3 – 1                                                                     | Macedonia                                                                 | Qual. Euro 2000                                                           | -                                                                         |                                                                           |
| 8-9-1999                                                                  | Skopje                                                                    | Macedonia                                                                 | 2 – 4                                                                     | Jugoslavia                                                                | Qual. Euro 2000                                                           | 1                                                                         |                                                                           |
| 9-10-1999                                                                 | Zagabria                                                                  | Croazia                                                                   | 2 – 2                                                                     | Jugoslavia                                                                | Qual. Euro 2000                                                           | -                                                                         | 57’                                                                       |
| 23-2-2000                                                                 | Skopje                                                                    | Macedonia                                                                 | 1 – 2                                                                     | Jugoslavia                                                                | Amichevole                                                                | -                                                                         |                                                                           |
| 28-3-2000                                                                 | Belgrado                                                                  | Jugoslavia                                                                | 1 – 0                                                                     | Cina                                                                      | Amichevole                                                                | -                                                                         | 46’                                                                       |
| 30-5-2000                                                                 | Seongnam                                                                  | Corea del Sud                                                             | 0 – 0                                                                     | Jugoslavia                                                                | Amichevole                                                                | -                                                                         | 59’                                                                       |
| 13-6-2000                                                                 | Charleroi                                                                 | Jugoslavia                                                                | 3 – 3                                                                     | Slovenia                                                                  | Euro 2000 - 1º turno                                                      | 1                                                                         |                                                                           |
| 18-6-2000                                                                 | Liegi                                                                     | Jugoslavia                                                                | 1 – 0                                                                     | Norvegia                                                                  | Euro 2000 - 1º turno                                                      | -                                                                         | 81’                                                                       |
| 21-6-2000                                                                 | Bruges                                                                    | Spagna                                                                    | 4 – 3                                                                     | Jugoslavia                                                                | Euro 2000 - 1º turno                                                      | -                                                                         |                                                                           |
| 25-6-2000                                                                 | Rotterdam                                                                 | Paesi Bassi                                                               | 6 – 1                                                                     | Jugoslavia                                                                | Euro 2000 - Quarti di finale                                              | -                                                                         | 70’                                                                       |
| 3-9-2000                                                                  | Lussemburgo                                                               | Lussemburgo                                                               | 0 – 2                                                                     | Jugoslavia                                                                | Qual. Mondiali 2002                                                       | -                                                                         |                                                                           |
| 15-11-2000                                                                | Bucarest                                                                  | Romania                                                                   | 2 – 1                                                                     | Jugoslavia                                                                | Amichevole                                                                | -                                                                         |                                                                           |
| 2-6-2001                                                                  | Mosca                                                                     | Russia                                                                    | 1 – 1                                                                     | Jugoslavia                                                                | Qual. Mondiali 2002                                                       | -                                                                         | 73’                                                                       |
| 6-6-2001                                                                  | Toftir                                                                    | Fær Øer                                                                   | 0 – 6                                                                     | Jugoslavia                                                                | Qual. Mondiali 2002                                                       | -                                                                         | 70’                                                                       |
| 15-8-2001                                                                 | Belgrado                                                                  | Jugoslavia                                                                | 2 – 0                                                                     | Fær Øer                                                                   | Qual. Mondiali 2002                                                       | -                                                                         | 62’                                                                       |
| 1-9-2001                                                                  | Basilea                                                                   | Svizzera                                                                  | 1 – 2                                                                     | Jugoslavia                                                                | Qual. Mondiali 2002                                                       | -                                                                         | 67’                                                                       |
| 6-10-2001                                                                 | Belgrado                                                                  | Jugoslavia                                                                | 6 – 2                                                                     | Lussemburgo                                                               | Qual. Mondiali 2002                                                       | -                                                                         | 44’                                                                       |
| Totale                                                                    |                                                                           | Presenze                                                                  | 38                                                                        |                                                                           | Reti                                                                      | 3                                                                         |                                                                           |

## Palmarès

### Giocatore
- Supercoppa di Portogallo: 5

Porto: 1993, 1994, 1996, 1998, 1999
- Campionato portoghese: 5

Porto: 1994-1995, 1995-1996, 1996-1997, 1997-1998, 1998-1999
- Coppa di Portogallo: 4

Porto: 1993-1994, 1997-1998, 1999-2000, 2000-2001

### Allenatore

#### Club
- Supercoppa d'Angola: 1

Primeiro de Agosto: 2010

#### Nazionale
- Campionato d'Europa Under-19: 1

Lituania 2013

#### Individuale
- Allenatore serbo dell'anno: 1

2013